# Ato Boldon
Ato Jabari Boldon (ur. 30 grudnia 1973 w Port-of-Spain) – trynidadzko-tobagijski lekkoatleta.

## Życiorys
Syn Guya i Hope Boldonów, ma młodszego o 7 lat brata o imieniu Okera.
W 1988 r. opuścił Trynidad i wyjechał do Nowego Jorku, gdzie podczas gry w piłkę nożną odkrył go trener Joe Trupiano. Rok 1989 był jego pierwszym sezonem, wystartował na 100, 200 i 400 m. W 1990 przeprowadził się do San Jose w Kalifornii i przestał grać w piłkę nożną.
Po nieudanym starcie na igrzyskach olimpijskich w 1992 w Barcelonie zdobył dwa złote medale (w biegu na 100 metrów i biegu na 200 metrów) na mistrzostwach świata juniorów w 1992 w Seulu. W 1996 r. na igrzyskach olimpijskich w Atlancie zdobył brązowe medale w biegach na 100 m i 200 m, jednocześnie złamał granicę 10 s i 20 s na tych dystansach. W 1997 r. został mistrzem świata na 200 m. W 1998 r. pobił dwa rekordy: średnia jego wyników na koniec sezonu wyniosła poniżej 10 s i jako jedyny pobiegł 5 razy poniżej 10 s. W 1999 r. doznał kontuzji ścięgna. Na igrzyskach olimpijskich w 2000 w Sydney zdobył srebro i brąz. W 2001 według rankingu IAAF zajmował 3. miejsce jako biegacz na 100 m. W 2002 uległ wypadkowi samochodowemu na Trynidadzie z winy pijanego kierowcy, który go wiózł. Dwa lata po tych wydarzeniach, był uczestnikiem igrzysk olimpijskich w Atenach, ale nie zdobył żadnego medalu.
W 2005 r. zakończył sportową karierę.